# Домбровець (Любуське воєводство)
Домбровець (пол. Dąbrowiec, нім. Königlich Dubrau; German (1930-1945): Königsdubrau) — село в Польщі, у гміні Жари Жарського повіту Любуського воєводства.
Населення — 62 особи (2011).
У 1975-1998 роках село належало до Зеленогурського воєводства.

## Демографія
Демографічна структура станом на 31 березня 2011 року:
|          | Загалом | Допрацездатний вік | Працездатний вік | Постпрацездатний вік |
| -------- | ------- | ------------------ | ---------------- | -------------------- |
| Чоловіки | 34      | 5                  | 26               | 3                    |
| Жінки    | 28      | 9                  | 17               | 2                    |
| Разом    | 62      | 14                 | 43               | 5                    |